# Hřivínův Újezd
Obec Hřivínův Újezd se nachází v okrese Zlín ve Zlínském kraji. Žije zde 512 obyvatel. Je členem etnické oblasti a mikroregionu Luhačovské Zálesí.

## Historie a pamětihodnosti
První písemná zmínka o obci pochází z roku 1373. Původně jen Újezd, posléze také Blatný Újezd (podle častých blatouchů u potoka).
Kromě památek lidové architektury (komory u čp. 11 a 19) je v obci památkově chráněn jen dřevěný kříž z roku 1877 s řezbářskou výzdobou (v současné době uložen v depozitáři Muzea jihovýchodní Moravy ve Zlíně). Památkou místního významu je kaple sv. Cyrila a Metoděje, postavená v roce 1897, studna a místní škola.

## Současnost
Obci se daří získávat dotace, díky kterým byla v posledních letech například kompletně rekonstruována budova obecního úřadu, silnice a most, zrenovovány kříže na území obce nebo objekty místní restaurace a samoobsluhy.

## Zajímavosti
- V obci žil František Peňáz (1912–1996), malíř a ilustrátor
- V obci se částečně natáčelo drama Karla Kachyni Škaredá dědina (1975).

## Galerie

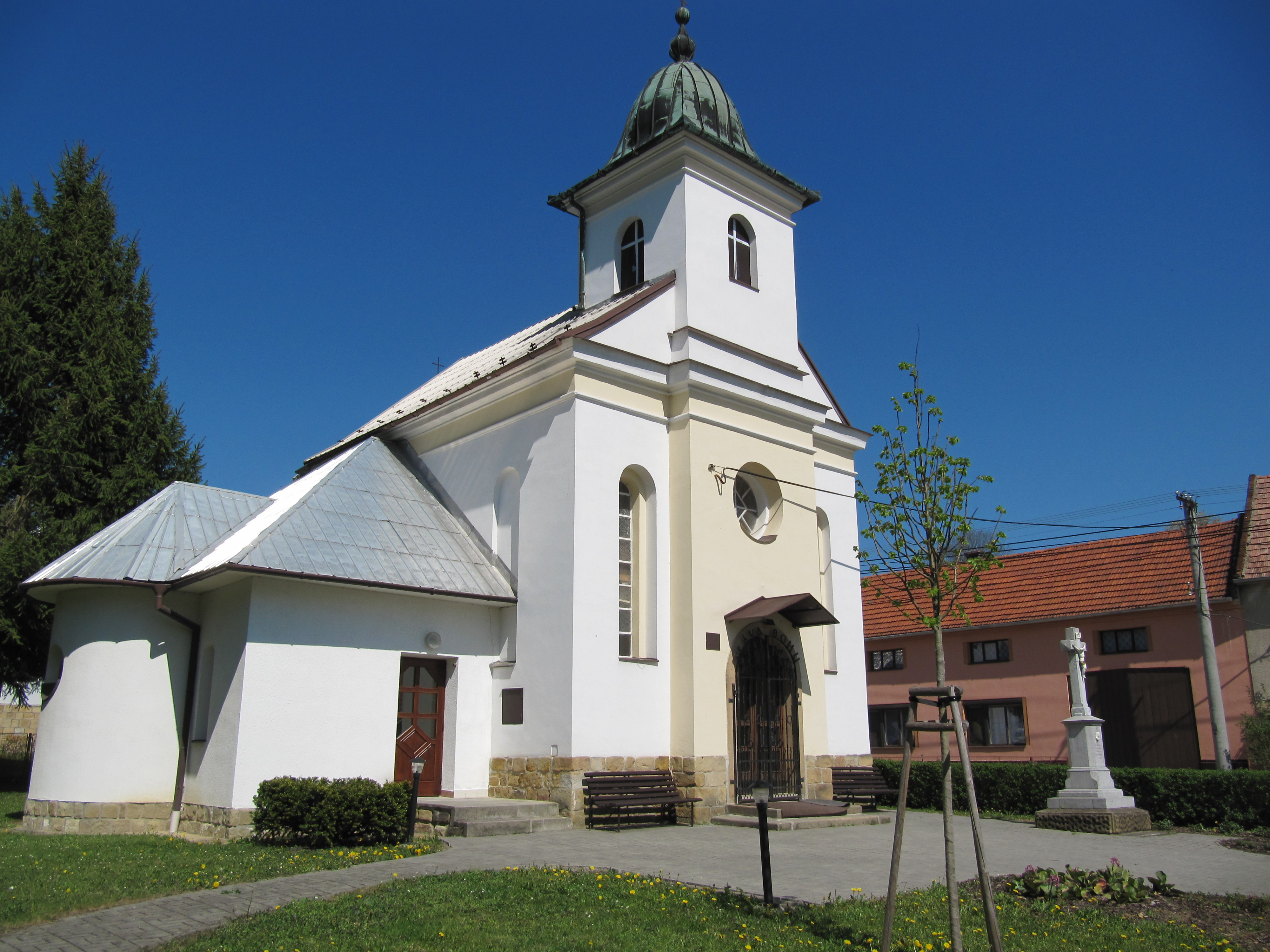
Kaple svatého Cyrila a Metoděje z roku 1897
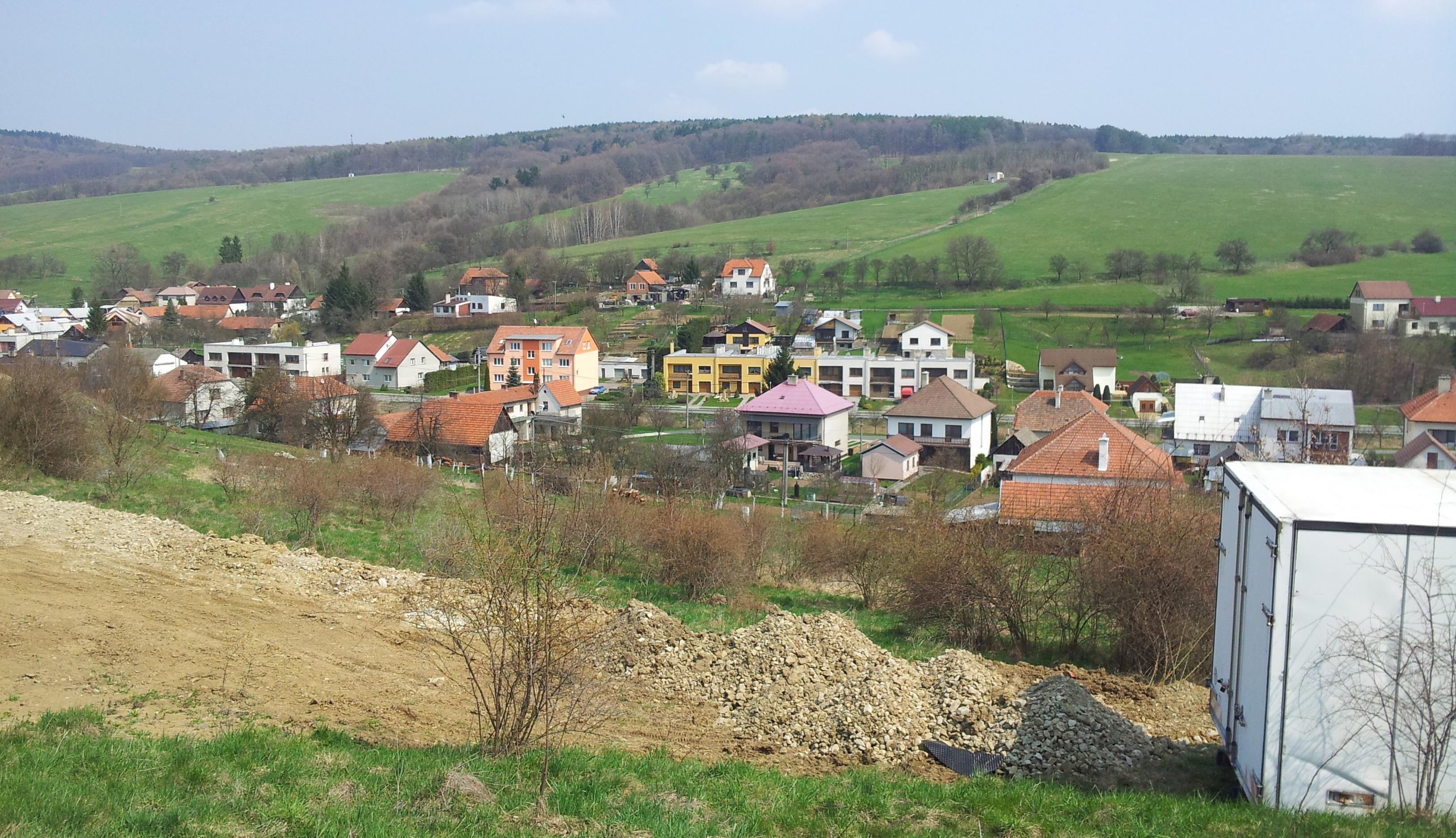
Celkový pohled
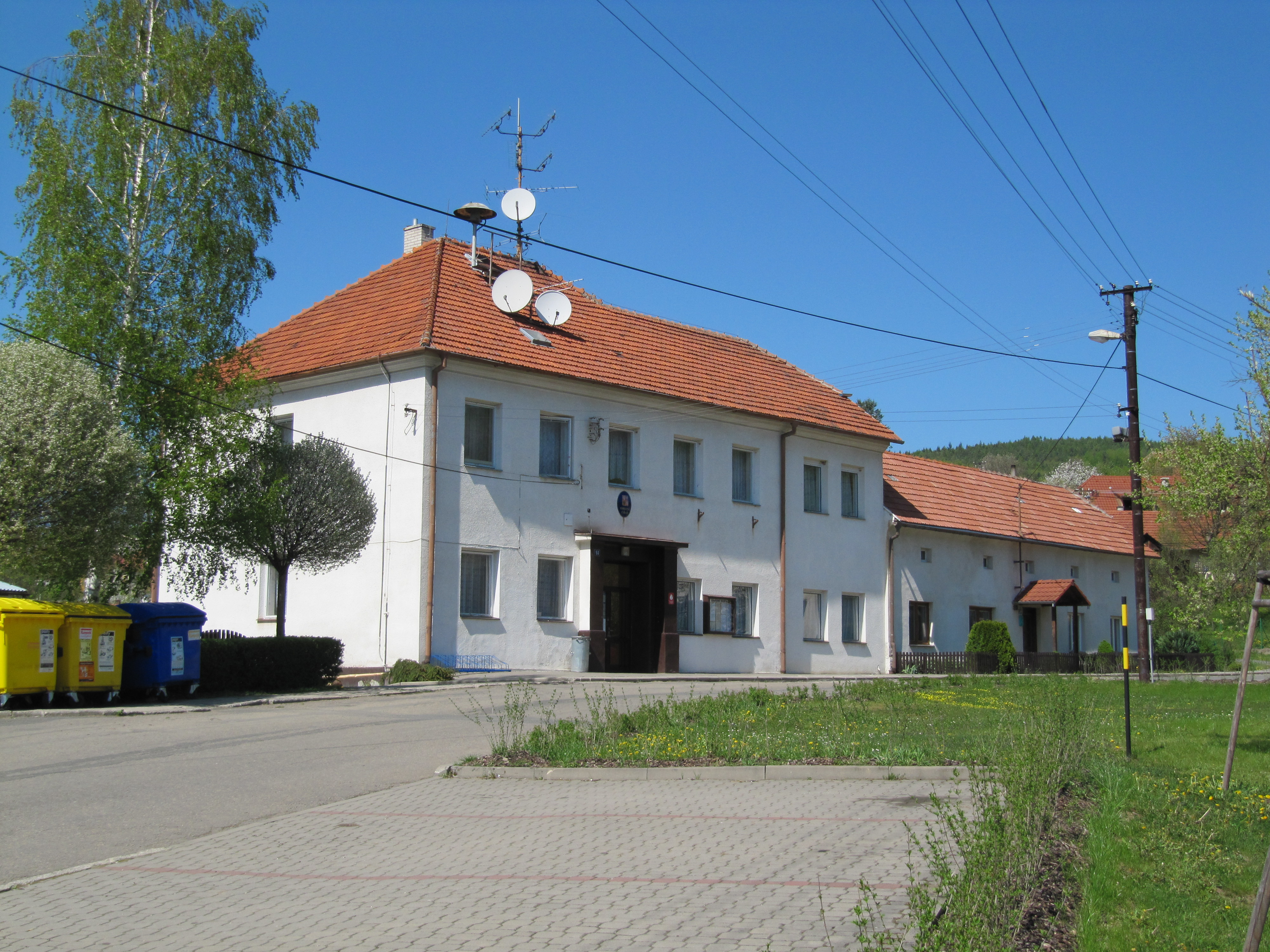
Obecní úřad
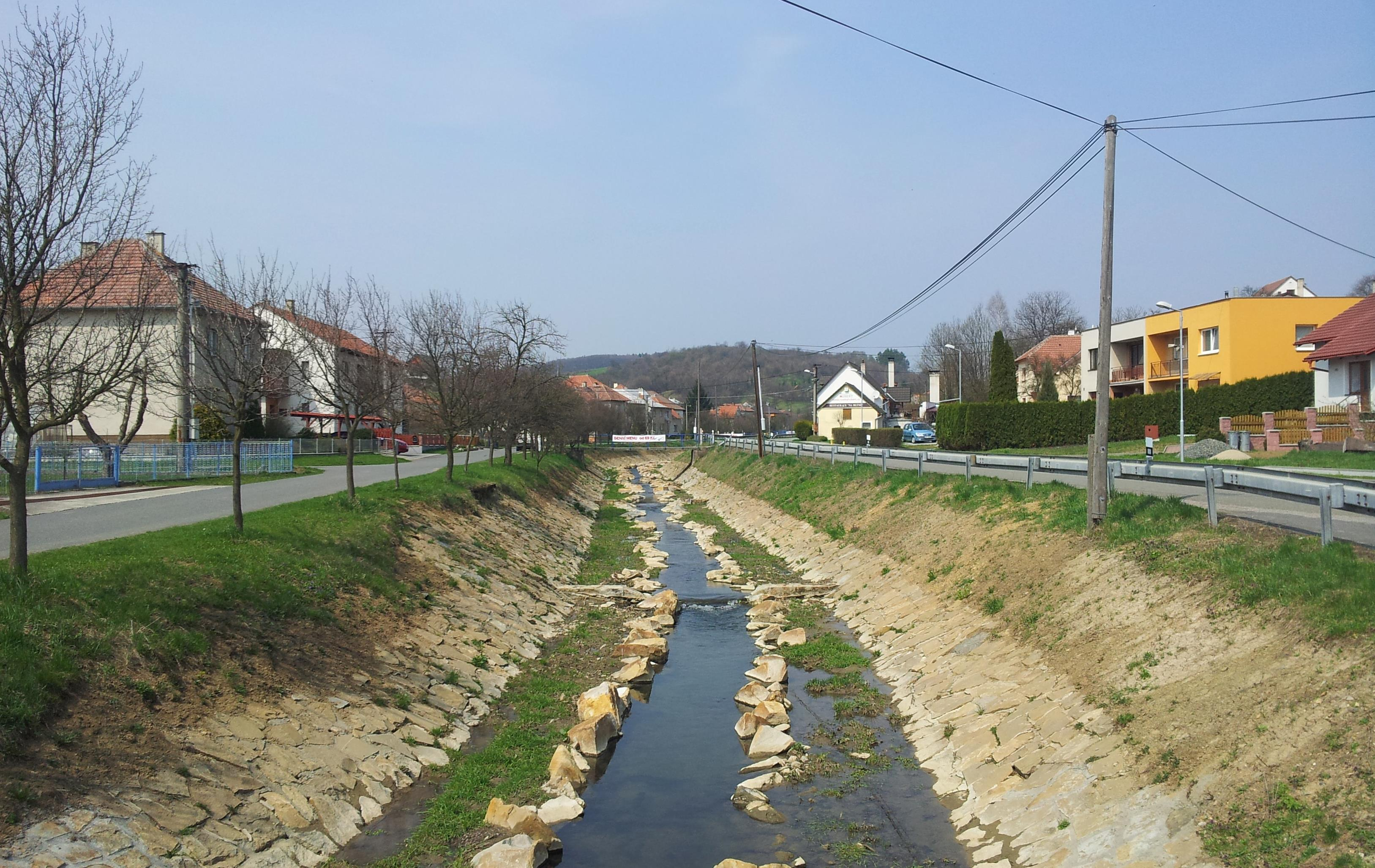
Ulice kolem potoka